# Premio Mayor
El Premio Mayor es un premio otorgado anualmente por el diario El Deber de Santa Cruz de la Sierra. El premio es entregado al mejor jugador de la Liga Boliviana o a un jugador que se haya destacado en el exterior o con la Selección Boliviana.

## Historia
Es el reconocimiento más importante que se le entrega a un futbolista en el país. El Premio Mayor, nace a idea de Pedro Rivero Jordán, que con el objetivo de incentivar o darle un impulso al deportista nacional, creó este galardón, hoy en día esperado no solo por los deportistas y dirigentes del fútbol boliviano, sino también por la afición.
La elección la realizan los periodistas deportivos del país y los corresponsales de las agencias internacionales. Con anticipación se distribuyen los formularios (desde este año también se votó a través de la web) y luego de la recopilación de votos, se lo anuncia oficialmente en presencia de un notario de fe pública para evitar susceptibilidades. Los periodistas de EL DEBER, son los únicos que no participan.
La primera votación se realizó en 1991 y el ganador fue Miguel Ángel Rimba, por entonces destacado jugador de Bolívar y la Selección Boliviana. Continuó el 92 con Álvaro Peña, siguió el 93 con Marco Etcheverry tras su brillante eliminatoria y el 94 con Erwin Sánchez, que marcó el único gol en el Mundial de USA 94. De ahí hasta hoy no ha parado la entrega, que se la realiza en una gala especial.
Los últimos en ganarla fueron Ronald Raldes, Juan Carlos Arce y Diego Cabrera, tras su brillante participación en el exterior. Es importante aclarar que el Premio Mayor ha ido evolucionando es decir, que antes no se tomaba en cuenta la participación de los futbolistas bolivianos con las camisetas de sus equipos (sólo era en la selección), pero ahora pueden destacar en sus planteles y son tomados en cuenta.
También puede ser elegido un jugador extranjero que milita en un club de la Liga Boliviana. De momento esta figura no se ha dado. A la gala de entrega asistente ‘la crema’ del fútbol boliviano. Cuando lo recibió Joaquín Botero (elección 2002 y entrega 2003) Nicolás Leoz, actual presidente de la Conmebol, fue el encargado de entregarlo. También han participado de la gala presidentes de la República, como Carlos Mesa en la entrega a Luis Héctor Cristaldo.
El Premio Mayor simboliza a un futbolista en acción y está hecho de mármol, bronce y vidrio. Además de la estatuilla se le entrega al ganador un monto económico. El premio es a nivel nacional y es el más esperado por los futbolistas del país, por los entrenadores, directivos y aficionados al mundo de la pelota.

## Historial
| Temporada | Ganador                 | Club              | Nota |
| --------- | ----------------------- | ----------------- | --- |
| 1991      | Miguel Rimba            | Bolívar           | El defensor lo ganó tras destacarse con el Bolívar |
| 1992      | Guillermo Álvaro Peña   | San José          | Fue goleador de la Liga con la camiseta de San José. |
| 1993      | Marco Etcheverry        | Colo-Colo         | Gran artífice para que Bolivia se clasifique al Mundial de 1994                                                                                               |
| 1994      | Erwin Sánchez           | Boavista FC       | Marcó el primer gol de Bolivia en un Mundial |
| 1995      | Berthy Suárez           | Guabira           | Implacable en Guabira que se clasificó a la Copa Libertadores                                                                                                 |
| 1996      | Ramiro Castillo         | Bolívar           | Su gran habilidad la exhibió jugando para The Strongest. |
| 1997      | Víctor Hugo Antelo      | Blooming          | Jugando para Blooming logró el botín de plata de la IFFHS. |
| 1998      | Víctor Hugo Antelo      | Blooming          | Se coronó como goleador del mundo |
| 1999      | Limberg Gutiérrez       | Blooming          | Puntal en Blooming para que ganara el bicampeonato |
| 2000      | Joselito Vaca           | Oriente Petrolero | El joven brilló con Oriente |
| 2001      | José Alfredo Castillo   | Oriente Petrolero | Fue el artillero mundial de la IFFHS y campeón con Oriente Petrolero.                                                                                         |
| 2002      | Joaquín Botero          | Bolívar           | Fue el artillero mundial de la IFFHS y campeón con Bolívar.                                                                                                   |
| 2003      | Luis Cristaldo          | The Strongest     | Se destacó para que The Strongest saliera campeón. |
| 2004      |                         |                   | No hubo un ganador. Fue un año difícil para el fútbol nacional.                                                                                               |
| 2005      | Ronald Raldes           | Rosario Central   | Brilló en Argentina con Central y en la Selección. |
| 2006      | Juan Carlos Arce        | Oriente Petrolero | El delantero tuvo una temporada destacada y gracias a ello fue transferido al Corinthians de Brasil.                                                          |
| 2007      | Diego Cabrera           | Cúcuta            | Se consagró como goleador en Cúcuta de Colombia, siendo el segundo máximo artillero del torneo cafetalero, con 17 tantos.                                     |
| 2008      | Marcelo Martins         | Cruzeiro          | El delantero se consagró como goleador de la Copa Libertadores con el Cruzeiro .                                                                              |
| 2009      | Alejandro Gómez         | Blooming          | El mediocampista se consagró campeón de la liga con su club.                                                                                                  |
| 2010      | Alejandro Schiapparelli | Oriente Petrolero | El defensor se consagró campeón con Oriente Petrolero en 2010.                                                                                                |
| 2011-12   | Gualberto Mojica        | Oriente Petrolero | El mediocampista tuvo una intachable temporada con el club Oriente Petrolero.                                                                                 |
| 2012-13   | Carlos Saucedo          | Club San José     | Fue el goleador de la temporada en el fútbol boliviano Club San José e hizo destacable actuación con la selección (triplete contra Uruguay por eliminatorias) |
| 2013-14   | Romel Quiñonez          | Bolívar           | Destacadas actuaciones en liga, copa y selección |
| 2014-15   | Pablo Escobar           | The Strongest     | Destacadas actuaciones con su club tanto en liga como en Copa Libertadores                                                                                    |